# ۳۸ (عدد)
۳۸ به حروف سی و هشت یک عدد طبیعی است که بعد از ۳۷ و قبل از ۳۹ قرار دارد.